# Simulation Theory
| Recensione    | Giudizio |
| ------------- | -------- |
| AllMusic      |          |
| Classic Rock  |          |
| DIY           |          |
| NME           |          |
| Pitchfork     | 6/10     |
| Rolling Stone |          |
| The Guardian  |          |

Simulation Theory è l'ottavo album in studio del gruppo musicale britannico Muse, pubblicato il 9 novembre 2018 dalla Warner Bros. Records.

## Antefatti
Nel settembre 2015, qualche mese dopo la pubblicazione del settimo album Drones, il batterista Dominic Howard ha rivelato che il trio aveva già discusso riguardo a un possibile ottavo album, spiegando che avrebbe potuto prendere una piega completamente diversa rispetto al passato:
Nel corso dell'anno seguente il frontman Matthew Bellamy ha annunciato l'intenzione dei Muse di cominciare le sessioni di registrazioni per l'album già verso la fine dello stesso, durante le quali sarebbero stati impiegati elementi prevalentemente elettronici e orchestrali, in netto contrasto con quanto realizzato con Drones, album basato principalmente su chitarra, basso e batteria. Al termine dell'anno il cantante ha tuttavia affermato che l'ottavo album avrebbe potuto prendere una piega più acustica.
Nel maggio 2017 il gruppo ha pubblicato il singolo stand-alone Dig Down e spiegato di voler pubblicare ulteriori singoli nel corso dell'anno, annunciando che l'album sarebbe uscito con molta probabilità nella seconda metà dell'anno successivo. Il 30 agosto 2018 sono stati annunciati in via ufficiale il titolo e la data di pubblicazione per l'album.

## Tematiche
Dal punto di vista concettuale, Simulation Theory segna un distacco rispetto alle atmosfere oscure dei precedenti album del gruppo, incorporando influenze della cultura pop anni ottanta.
Come spiegato da Bellamy in occasione di un'intervista concessa a Billboard, le tematiche che prevalgono all'interno dell'album sono la realtà virtuale, quella simulata e «l'idea che la fantasia diventa realtà», aggiungendo che la ragione per cui ha composto Simulation Theory è dettata dal fatto che «le simulazioni stanno diventando qualcosa che è parte della nostra vita quotidiana». Un'altra influenza che ha giocato un ruolo di primo piano per la stesura dei testi, a detta del frontman, è stata anche la serie televisiva Black Mirror.

## Promozione
Ancor prima dell'annuncio dell'album, nel corso del 2017 i Muse avevano pubblicato il singolo Dig Down, accompagnato dal relativo video musicale diretto da Lance Drake e ispirato a Resident Evil. Secondo quanto spiegato da Bellamy, il brano è stato inciso esclusivamente per essere inserito nelle scalette dei loro concerti di quel periodo piuttosto che per anticipare l'ottavo album. Un ulteriore singolo stand-alone pubblicato è stato Thought Contagion, distribuito digitalmente a partire dal 15 febbraio 2018.
Il 19 luglio 2018, in contemporanea all'annuncio dell'uscita dell'album per il mese di novembre, i Muse hanno pubblicato il brano Something Human come primo singolo effettivo dello stesso; per esso è stato realizzato un video diretto nuovamente da Lance Drake che fa da seguito a quelli di Dig Down e Thought Contagion. A fine agosto è stato diffuso il video per la seconda traccia dell'album, The Dark Side, mentre il 27 settembre è stata la volta di quello per il terzo singolo Pressure.
In concomitanza con la pubblicazione dell'album, il gruppo ha presentato il video per il brano d'apertura Algorithm, con protagonista Terry Crews, seguito qualche ora dopo da quelli per Break It to Me e per Blockades, presentati attraverso un sito apposito intitolato Retrograde Video.
Il 5 novembre 2018 è stato annunciato il Simulation Theory World Tour, che si è svolto inizialmente in America tra il 22 febbraio e il 10 aprile 2019 e in seguito ha toccato l'Europa tra il 26 maggio e il 26 luglio 2019.
Il 17 agosto 2020 è stato distribuito nelle sale cinematografiche il film Muse - Simulation Theory, ispirato all'album omonimo e che contiene le riprese dei due concerti tenuti dal gruppo al The O2 Arena di Londra il 14 e 15 settembre 2019.

## Tracce
Testi e musiche di Matthew Bellamy, eccetto dove indicato.
1. Algorithm – 4:05
2. The Dark Side – 3:47
3. Pressure – 3:55
4. Propaganda – 3:00 (Matthew Bellamy, Timothy Mosley)
5. Break It to Me – 3:37
6. Something Human – 3:46
7. Thought Contagion – 3:26
8. Get Up and Fight – 4:04 (Matthew Bellamy, Shellback)
9. Blockades – 3:50
10. Dig Down – 3:48
11. The Void – 4:44

Tracce bonus nell'edizione deluxe
1. Algorithm (Alternate Reality Version) – 3:32
2. The Dark Side (Alternate Reality Version) – 3:54
3. Propaganda (Acoustic Version) – 2:58 (Matthew Bellamy, Timothy Mosley)
4. Something Human (Acoustic Version) – 3:46
5. Dig Down (Acoustic Gospel Version) – 3:57

CD/LP bonus nell'edizione super deluxe
1. Algorithm (Alternate Reality Version) – 3:32
2. The Dark Side (Alternate Reality Version) – 3:54
3. Pressure (ft. UCLA Bruin Marching Band) – 4:04
4. Propaganda (Acoustic) – 2:58 (Matthew Bellamy, Timothy Mosley)
5. Break It to Me (Sam De Jong Remix) – 3:08
6. Something Human (Acoustic) – 3:46
7. Thought Contagion (Live) – 4:08
8. Dig Down (Acoustic Gospel Version) – 3:57
9. The Void (Acoustic) – 4:34
10. The Dark Side (Alternate Reality Instrumental) – 2:53

## Formazione
Gruppo
- Matthew Bellamy – voce, chitarra, tastiera, sintetizzatore, pianoforte, programmazione, arrangiamento strumenti ad arco (tracce 1 e 11), arrangiamento ottoni (traccia 3)
- Chris Wolstenholme – basso, sintetizzatore, cori (traccia 7)
- Dominic Howard – batteria, sintetizzatore

Altri musicisti
- David Campbell – conduzione strumenti ad arco (tracce 1 e 11), conduzione ottoni (traccia 3)
- Tove Lo – voce aggiuntiva (traccia 8)
- Shellback – programmazione e tastiera (traccia 8)
- Mike Elizondo – programmazione della batteria e tastiera (traccia 10)

Produzione
- Muse – produzione (eccetto traccia 8)
- Rich Costey – produzione (eccetto tracce 8-10), missaggio (tracce 1, 5 e 11), ingegneria del suono (tracce 5 e 6)
- Adam Hawkins – ingegneria del suono (tracce 1-4, 6-8, 10 e 11), missaggio (tracce 3, 7 e 9)
- Rob Bisel – assistenza all'ingegneria del suono (tracce 1, 2, 3, 6, 7 e 11)
- Tyler Beans – assistenza all'ingegneria del suono (tracce 1, 2, 3, 6, 7 e 11)
- Aleks von Korff – assistenza all'ingegneria del suono (tracce 1, 2, 3, 6, 7 e 11)
- Chris Whitemyer – assistenza tecnica (tracce 1, 2, 3, 7, 8 e 11)
- Jeremy Berman – assistenza tecnica (tracce 1, 2, 3, 5, 7, 8 e 11)
- Dylan Neustadten – assistenza tecnica ai Shangri-La (tracce 1, 2, 3, 7 e 11)
- Sam Grubbs – assistenza tecnica ai Shangri-La (tracce 1, 2, 3, 7 e 11)
- Colin Willard – assistenza tecnica ai Shangri-La (tracce 1, 2, 3, 7 e 11)
- Mark "Spike" Stent – missaggio (tracce 2, 4, 6 e 10)
- Michael Freeman – assistenza al missaggio (tracce 2, 4 e 6)
- Team Timbo – produzione (traccia 4)
- Tommaso Colliva – ingegneria del suono (traccia 4), ingegneria del suono aggiuntiva (traccia 6)
- Martin Cooke – assistenza all'ingegneria del suono (tracce 4, 5, 6 e 7)
- Nick Fournier – assistenza all'ingegneria del suono (tracce 4, 5 e 6)
- Noah Goldstein – produzione aggiuntiva (traccia 6)
- Tom Bailey – ingegneria del suono aggiuntiva (traccia 6)
- Phillip Broussard, Jr. – assistenza all'ingegneria del suono (tracce 6 e 10)
- Shellback – produzione (traccia 8)
- Michael Ilbert – ingegneria del suono e missaggio (traccia 8)
- Chaz Sexton – assistenza tecnica (traccia 8)
- Mike Elizondo – produzione (traccia 9)
- Adrian Bushby – ingegneria del suono (traccia 9), ingegneria del suono aggiuntiva (traccia 10)
- John Prestage – assistenza all'ingegneria del suono (tracce 9 e 10)
- Sebastien Najano – produzione aggiuntiva (traccia 9)
- Viranda Tantula – produzione aggiuntiva (traccia 9)
- Brent Arrowood – assistenza all'ingegneria del suono (traccia 10)
- Laurence Anslow – assistenza all'ingegneria del suono (traccia 10)
- Randy Merrill – mastering

## Classifiche
| Classifica (2018)         | Posizione massima |
| ------------------------- | ----------------- |
| Australia                 | 7                 |
| Austria                   | 3                 |
| Belgio (Fiandre)          | 2                 |
| Belgio (Vallonia)         | 1                 |
| Canada                    | 3                 |
| Danimarca                 | 16                |
| Finlandia                 | 3                 |
| Francia                   | 3                 |
| Germania                  | 4                 |
| Giappone                  | 15                |
| Grecia                    | 7                 |
| Irlanda                   | 5                 |
| Italia                    | 2                 |
| Messico                   | 10                |
| Norvegia                  | 17                |
| Nuova Zelanda             | 4                 |
| Paesi Bassi               | 1                 |
| Polonia                   | 13                |
| Portogallo                | 2                 |
| Regno Unito               | 1                 |
| Repubblica Ceca           | 9                 |
| Spagna                    | 4                 |
| Stati Uniti               | 12                |
| Stati Uniti (alternative) | 3                 |
| Stati Uniti (rock)        | 4                 |
| Svezia                    | 17                |
| Svizzera                  | 1                 |
| Ungheria                  | 4                 |